# Odostemon fremontii
Odostemon fremontii là một loài thực vật có hoa trong họ Hoàng mộc. Loài này được (Torr.) Rydb. mô tả khoa học đầu tiên năm 1906.